# Луций Егнаций Виктор
Луций Егнаций Виктор (на латински: Licius Egnatius Victor; * 165; † сл. 209) е политик на Римската империя от началото на 3 век. Дядо е на император Галиен.

## Биография
Произлиза от фамилията Егнации. Син е на философa Авъл Егнаций Присцилиан, който е роднина с Марк Егнаций Марцелин (суфектконсул 116 г.) и Марк Егнаций Постум (суфектконсул 183 г.). Брат е на Егнаций Прокул (суфектконсул 219 г.).
Преди 207 г. Луций Егнаций Виктор е суфектконсул. Става легат Augusti pro praetore в Горна Панония между 207 и 209 г.
Баща е на Егнаций Виктор Мариниан (легат на Арабия и Горна Мизия). Той е баща на Егнация Мариниана, която е втората съпруга на римския император Валериан I и майка на император Галиен и Валериан Младши. По някои източници тя е дъщеря на неговия син Егнаций Виктор Мариниан.